# Marek Krząkała
Marek Grzegorz Krząkała (ur. 22 października 1967 w Rybniku) – polski polityk, tłumacz przysięgły i samorządowiec, poseł na Sejm VI, VII, VIII, IX i X kadencji (od 2007).

## Życiorys
Ukończył studia z zakresu germanistyki na Uniwersytecie Wrocławskim. Pracował jako nauczyciel i tłumacz języka niemieckiego (w 1996 uzyskał uprawnienia tłumacza przysięgłego).
W 2002 wstąpił do Platformy Obywatelskiej, obejmując funkcje przewodniczącego tej partii w Rybniku, zasiadając w radzie regionu i radzie krajowej PO. W 2005 bez powodzenia ubiegał się o mandat poselski. W latach 2006–2007 był radnym rybnickiej rady miejskiej, od 25 listopada 2006 do 25 kwietnia 2007 zajmował funkcję jej przewodniczącego.
W wyborach parlamentarnych w 2007, zdobywając 15 469 głosów, uzyskał mandat poselski w okręgu wyborczym Rybnik. Wszedł w skład Komisji do Spraw Unii Europejskiej oraz Spraw Zagranicznych. Objął funkcję wiceprzewodniczącego Polsko-Niemieckiej Grupy Parlamentarnej, został członkiem Polsko-Chińskiej Grupy Parlamentarnej oraz Parlamentarnego Zespołu ds. Współpracy z Organizacjami Pozarządowymi.
W wyborach do Sejmu w 2011 z powodzeniem ubiegał się o reelekcję, dostał 25 938 głosów. Bezskutecznie kandydował w wyborach uzupełniających do Senatu w 2014, zajmując 2. miejsce.
W 2015 został ponownie wybrany do Sejmu, otrzymując 15 404 głosy. W Sejmie VIII kadencji został członkiem Komisji do Spraw Unii Europejskiej oraz Komisji Spraw Zagranicznych.
W wyborach parlamentarnych w 2019 kandydował z listy KO w okręgu nr 30, otrzymując 33 962 głosy i uzyskując ponownie mandat poselski. Również w 2023 z powodzeniem ubiegał się o reelekcję z wynikiem 18 605 głosów.

## Wyniki w wyborach ogólnopolskich
| Wybory | Komitet wyborczy    | Komitet wyborczy      | Organ           | Okręg            | Wynik           |
| ------ | ------------------- | --------------------- | --------------- | ---------------- | --------------- |
| 2005   |                     | Platforma Obywatelska | Sejm V kadencji | nr 30            | 4465 (1,99%)    |
| 2007   | Sejm VI kadencji    | Platforma Obywatelska | 15 469 (5,11%)  | nr 30            |                 |
| 2011   | Sejm VII kadencji   | Platforma Obywatelska | 25 938 (9,82%)  | nr 30            |                 |
| 2014   | Senat VIII kadencji | Platforma Obywatelska | nr 73           | 9665 (42,11%)    |                 |
| 2015   | Sejm VIII kadencji  | Platforma Obywatelska | nr 30           | 15 404 (5,31%)   |                 |
| 2019   |                     | Koalicja Obywatelska  | nr 30           | Sejm IX kadencji | 33 962 (10,17%) |
| 2023   | Sejm X kadencji     | Koalicja Obywatelska  | nr 30           | 18 605 (4,88%)   |                 |

## Odznaczenia
W 2016 został odznaczony Krzyżem Komandorskim Orderu Zasługi Republiki Federalnej Niemiec.